# Sugar Daddy (The Jackson 5)
Sugar Daddy è un brano del gruppo musicale statunitense The Jackson 5, estratto il 23 novembre 1971 come primo ed unico singolo dalla raccolta di successi Greatest Hits dello stesso anno.

## Tracce
1. Sugar Daddy – 2:34 (The Corporation)
2. I'm So Happy – 2:40